# Lista mistrzów World Series of Fighting
Lista mistrzów World Series of Fighting – chronologiczna lista wszystkich dotychczasowych mistrzów amerykańskiej organizacji promującej MMA WSOF.

## Kategorie wagowe
Aktualnie WSOF posiada 10 kategorii wagowych w tym 8 męskich i 2 kobiece:
- ciężka – do 120 kg
- półciężka – do 93 kg
- średnia – do 84 kg
- półśrednia – do 77 kg
- lekka – do 70 kg
- piórkowa – do 66 kg
- kogucia – do 61 kg
- musza – do 57 kg
- kogucia kobiet – do 61 kg
- słomkowa kobiet – do 52 kg

## Aktualni mistrzowie[1]
| Kategoria        | Waga               | Mistrz             | Od                             | Obrony tytułu |
| ---------------- | ------------------ | ------------------ | ------------------------------ | ------------- |
| Ciężka           | do 120 kg (265 lb) | Błagoj Iwanow      | 5 lipca 2015 (WSOF 21)         | 3             |
| Półciężka        | do 93 kg (205 lb)  | wakat              |                                |               |
| Średnia          | do 84 kg (185 lb)  | wakat              |                                |               |
| Półśrednia       | do 77 kg (170 lb)  | Jon Fitch          | 2 kwietnia 2016 (WSOF 30)      | 1             |
| Lekka            | do 70 kg (155 lb)  | Justin Gaethje     | 18 stycznia 2014 (WSOF 8)      | 5             |
| Piórkowa         | do 66 kg (145 lb)  | Andre Harrison     | 18 marca 2017 (WSOF 35)        | 0             |
| Kogucia          | do 61 kg (135 lb)  | Marlon Moraes      | 29 marca 2014 (WSOF 9)         | 5             |
| Musza            | do 57 kg (125 lb)  | Magomied Bibułatow | 17 października 2015 (WSOF 24) | 0             |
| Kategoria Kobiet | Waga               | Mistrz             | Od                             | Obrony tytułu |
| Kogucia          | do 61 kg (135 lb)  | wakat              |                                |               |
| Słomkowa         | do 52 kg (115 lb)  | wakat              |                                |               |

### Historia

#### Waga ciężka (do 120 kg)
| Nr | Mistrz                                    | Od                             | Do                     | Obrony tytułu |
| -- | ----------------------------------------- | ------------------------------ | ---------------------- | --- |
| 1. | Smealinho Rama (pokonał Derricka Mehmena) | 11 października 2014 (WSOF 14) | 5 lipca 2015 (WSOF 21) | |
| 2. | Błagoj Iwanow                             | 5 lipca 2015 (WSOF 21)         | aktualny               | - pokonał Derricka Mehmena 17 października 2015 (WSOF 24) - pokonał Josha Copelanda 17 czerwca 2016 (WSOF 31) - pokonał Shawna Jordana 18 marca 2017 (WSOF 35) |

#### Waga półciężka (do 93 kg)
| Nr | Mistrz                                   | Od                         | Do       | Obrony tytułu                                              |
| -- | ---------------------------------------- | -------------------------- | -------- | ---------------------------------------------------------- |
| 1. | David Branch (pokonał Teddy'ego Holdera) | 18 września 2015 (WSOF 23) | aktualny | - pokonał Vinnego Magalhãesa 7 października 2016 (WSOF 33) |

#### Waga średnia (do 84 kg)
| Nr | Mistrz                                 | Od                        | Do       | Obrony tytułu |
| -- | -------------------------------------- | ------------------------- | -------- | --- |
| 1. | David Branch (pokonał Jessego Taylora) | 21 czerwca 2014 (WSOF 10) | aktualny | - pokonał Yūshina Okamiego 15 listopada 2014 (WSOF 15) - pokonał Clifforda Starksa 2 kwietnia 2016 (WSOF 30) - pokonał Louisa Taylora 31 grudnia 2016 (WSOF 34) |

#### Waga półśrednia (do 77 kg)
| Nr    | Mistrz                              | Od                            | Do                        | Obrony tytułu                                                                                       |                                                          |
| ----- | ----------------------------------- | ----------------------------- | ------------------------- | --------------------------------------------------------------------------------------------------- | -------------------------------------------------------- |
| 1.    | Steve Carl (pokonał Josha Burkmana) | 26 października 2013 (WSOF 6) | 29 marca 2014 (WSOF 9)    | |                                                          |
| 2.    | Rousimar Palhares                   | 29 marca 2014 (WSOF 9)        | 3 sierpnia 2015           | - pokonał Jona Fitcha 13 grudnia 2014 (WSOF 16) - pokonał Jake'a Shieldsa 1 sierpnia 2015 (WSOF 22) |                                                          |
| Wakat | Wakat                               | 3 sierpnia 2015               | 2 kwietnia 2016 (WSOF 30) | Palhares pozbawiony pasa z powodu przeciągnięcia dźwigni                                            | Palhares pozbawiony pasa z powodu przeciągnięcia dźwigni |
| 3.    | Jon Fitch (pokonał João Zeferino)   | 2 kwietnia 2016 (WSOF 30)     | aktualny                  | - pokonał Jake'a Shieldsa 31 grudnia 2016 (WSOF 34)                                                 |                                                          |

#### Waga lekka (do 70 kg)
| Nr | Mistrz                                        | Od                        | Do       | Obrony tytułu |
| -- | --------------------------------------------- | ------------------------- | -------- | --- |
| 1. | Justin Gaethje (pokonał Richarda Patishnocka) | 18 stycznia 2014 (WSOF 8) | aktualny | - pokonał Nicka Newella 5 lipca 2014 (WSOF 11) - pokonał Luisa Palomino 28 marca 2015 (WSOF 19) - pokonał Luisa Palomino 18 września 2015 (WSOF 23) - pokonał Briana Fostera 12 marca 2015 (WSOF 29) - pokonał Luiza Firmino 31 grudnia 2016 (WSOF 34) |

#### Waga piórkowa (do 66 kg)
| Nr | Mistrz                                       | Od                        | Do                        | Obrony tytułu                                          |
| -- | -------------------------------------------- | ------------------------- | ------------------------- | ------------------------------------------------------ |
| 1. | Georgi Karakhanyan (pokonał Lance'a Palmera) | 7 grudnia 2013 (WSOF 7)   | 21 czerwca 2014 (WSOF 10) |                                                        |
| 2. | Rick Glenn                                   | 21 czerwca 2014 (WSOF 10) | 13 grudnia 2014 (WSOF 16) |                                                        |
| 3. | Lance Palmer                                 | 13 grudnia 2014 (WSOF 16) | 18 grudnia 2015 (WSOF 26) | - pokonał Chrisa Horodeckiego 5 czerwca 2015 (WSOF 21) |
| 4. | Alexandre Almeida                            | 18 grudnia 2015 (WSOF 26) | 30 lipca 2016 (WSOF 32)   |                                                        |
| 5. | Lance Palmer                                 | 30 lipca 2016 (WSOF 32)   | 18 marca 2017             |                                                        |
| 6. | Andre Harrison                               | 18 marca 2017 (WSOF 35)   | aktualny                  |                                                        |

#### Waga kogucia (do 61 kg)
| Nr | Mistrz                                       | Od                     | Do       | Obrony tytułu |
| -- | -------------------------------------------- | ---------------------- | -------- | --- |
| 1. | Marlon Moraes (pokonał Josha Rettinghouse'a) | 29 marca 2014 (WSOF 9) | aktualny | - pokonał Josha Hilla 12 lutego 2015 (WSOF 18) - pokonał Sheymona Moraesa 1 sierpnia 2015 (WSOF 22) - pokonał Josepha Barajasa 20 lutego 2016 (WSOF 28) - pokonał Josha Hilla 30 lipca 2016 (WSOF 32) - pokonał Josenaldo Silve 31 grudnia 2016 (WSOF 34) |

#### Waga musza (do 57 kg)
| Nr | Mistrz                                        | Od                             | Do       | Obrony tytułu |
| -- | --------------------------------------------- | ------------------------------ | -------- | ------------- |
| 1. | Magomied Bibułatow (pokonał Donavona Frelowa) | 17 października 2015 (WSOF 24) | aktualny |               |

#### Waga słomkowa (do 52 kg)
| Nr    | Mistrz                                | Od                        | Do           | Obrony tytułu                                                                                         |                                   |
| ----- | ------------------------------------- | ------------------------- | ------------ | --- | --------------------------------- |
| 1.    | Jessica Aguilar (pokonała Alidę Gray) | 18 stycznia 2014 (WSOF 8) | 18 maja 2015 | - pokonała Emi Fujino 21 czerwca 2014 (WSOF 10) - pokonała Kalindrę Farię 15 listopada 2014 (WSOF 15) |                                   |
| Wakat | Wakat                                 | 18 maja 2015              |              | Aguilar podpisała kontrakt z UFC.                                                                     | Aguilar podpisała kontrakt z UFC. |